# 紺谷みえこ
紺谷 みえこ（こんや みえこ、1981年（昭和56年）11月30日 - ）は、日本の女優。モデル。エーライツ所属。日本女子体育大学卒業。東京都出身。

## 経歴
東京都出身。日本女子体育大学体育学部スポーツ科学卒業。19歳の頃、エーチームの創業者である小笠原明男にスカウトされ芸能界に入る。デビュー前にフジテレビの「力の限りゴーゴゴー!!」に出演していた。
2004年（平成16年）に『オモヒノタマ〜念珠』にて映画の初主演を務め、以降、映画・舞台・モデルを中心に活動している。東京コレクション、関西コレクション、福岡アジアコレクション、釜山コレクション出演。
株式会社３inc代表
経理代行業、キャスティング、モデルを行う。
コロナ禍に渋谷区の養護施設、児童福祉施設へのマスク寄付を実施。
韓国臍帯血バンク大手「MEDIPOST」社が立ち上げたコスメブランド、Celonia製品を日本国内で販売代行をしていた。
2023年より、マレーシアと日本の2拠点生活。
現在も多方面に活躍している。
KLP4８ スカウティング

## 人物
- 射手座、血液型はO型。身長165cm。
- 趣味は映画・芸術鑑賞、スポーツ、美術館巡り、読書、美容関連リサーチやSNS更新。オタク気質。特技はバスケットボール（高校ではキャプテン、日本女子体育大学は推薦入学）、ヨガ（SiMPLEヨガインストラクター）、空手（松濤館流黒帯）、インナービューティーダイエットマイスター、ベビーマッサージ初級。
- シングルマザーで一児の母。

## 出演作品

### 映画
- マッスルヒート（寄り添う女役） - 下山天監督(2002年）
- オモヒノタマ〜念珠（主演・弓香役） - 七ノ珠 ECHOES 楠本直樹監督(2004年）
- NANA（小松奈緒 役） - 大谷健太郎監督(2005年）
- 蟬しぐれ（遊女役） - 黒土三男監督(2005年）
- HANA〜天使の人形〜（主演・ハナ子役） - 山本暁監督(2007年）
- 緑川の底（主演・トキコ役） - 吉井和之監督（2008年）
- 禅 ZEN（北の方役） - 高橋伴明監督（2009年）

### ドラマ
- 新春ヒューマンドラマ特別企画「筆談ホステス」(2009年）
- 「私たちがプロポーズされないのには、101の理由があってだな」（2015年）
- アイドルグループ「colon」LIVE映像ドラマ(2019年)
- 「空と山と緑」柿崎裕治監督(2020年)

### 舞台
- Le Cafe de Montmartre モンマルトルのカフェで（2006年）
- テガミ（2008年）
- ラーメン物語（2007年）
- magic〜そこにいてもいなくても〜（2007年）
- テガミ（2008年）
- 風を切れ(川崎ラゾーナ川崎プラザソル)(2019年)
- アイドルグループ「colon」LIVE映像ドラマに友情出演(2019年)

### モデル
- 月刊ダイバー専属モデル（2007年-2009年）
- 阪急梅田本店　イメージガール『うめはんメイツ』リーダー
- 東京コレクション　渋谷西武（2017年）
- エスペランサ　広告モデル（2017年）
- ゴルフブランド「SANDAYBANK」広告モデル(2019年)
- Roberta di Camerino　SNSモデル（2019年）
- エステサロン広告モデル「BLOOM」広告モデル(2019年)
- 「SAISON DE PAPILLON」「Gentle Herd」広告モデル(2021-)

### TV
- TBS「夢の扉～NEXT DOOR～」 ナビゲーター
- NHK「アインシュタインの眼」レポーター
- テレビ朝日「ナンだ!?」ゲスト
- テレビ朝日「お願いランキング」ゲスト
- BS11「地球遊び」レポーター

### MV
- BlueHairs「愛してる」(2016年)
- MACO「恋するヒトミ」(2017年)

### CM
- レオパレス21 start! レオパレス2(2006年）
- アイフル どうするアイフル２-ツーリング編(2001年）
- NTT西日本
- カゴメ 野菜生活(2017年)
- グリコ プリッツ(2017年)
- ベルメゾン(2018-2019年)

### 雑誌
- 光文社「美スト」(2021年)
- PEACS社「EVEN」(2015年)